# Oscar E. Berninghaus

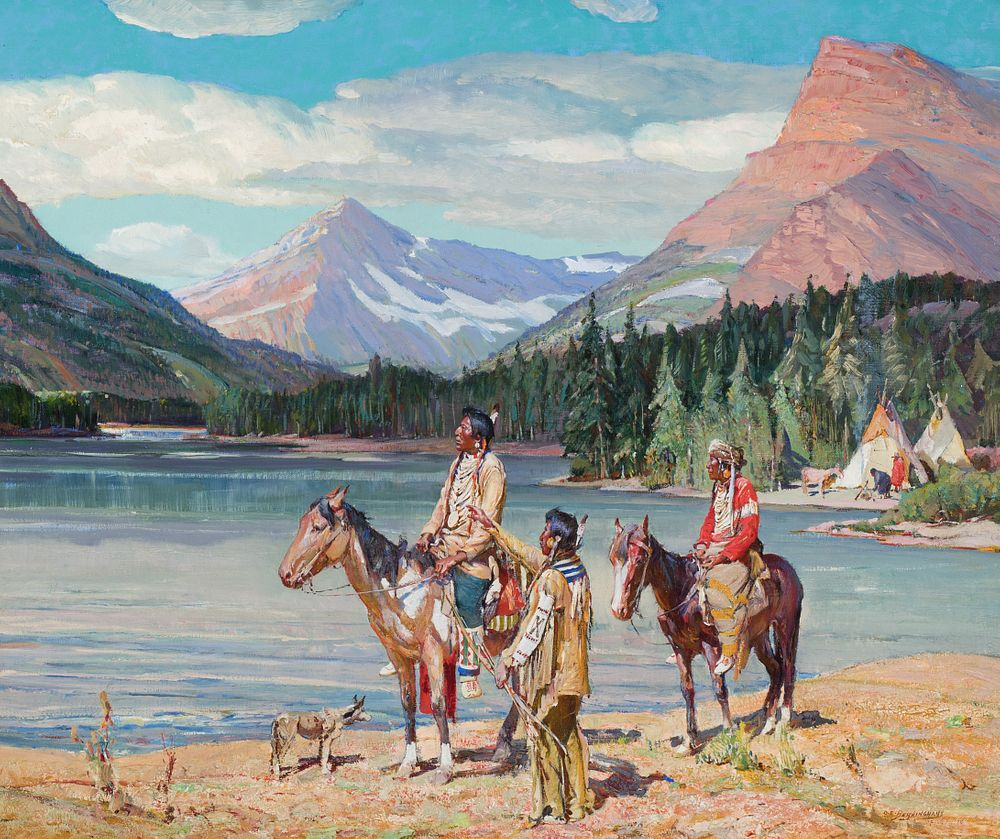
The Domain of Their Ancestors (Das Reich der Vorfahren), 1925

Oscar Edmund Berninghaus (* 2. Oktober 1874 in St. Louis, Missouri; † 27. April 1952 in Taos, New Mexico) war ein US-amerikanischer Maler und Gründungsmitglied der Taos Society of Artists. Er ist bekannt für seine Darstellungen der amerikanischen Ureinwohner, New Mexicos und des amerikanischen Südwestens.

## Leben
Oscar Berninghaus wuchs in St. Louis auf, wo sein Vater ein Lithographiegeschäft betrieb. Dies weckte schon früh sein Interesse an der Kunst, insbesondere an der Aquarellmalerei. Schon in jungen Jahren zeichnete er lokale Szenen und verkaufte seine Werke an Touristen und Zeitungen. Mit 16 Jahren verließ er die Schule und arbeitete bei Compton & Sons, einer lokalen Lithografie-Firma, wo er die technischen Details des Druckhandwerks erlernte. Gleichzeitig besuchte er Abendkurse an der St. Louis School of Fine Arts. 1899 erhielt Oscar Berninghaus von der Denver and Rio Grande Railroad den Auftrag, Werbeskizzen der Landschaften von Colorado und New Mexico anzufertigen. Auf dieser Reise besuchte er zum ersten Mal Taos, New Mexico, und war von der dortigen Kultur und Landschaft fasziniert. In den folgenden Jahren verbrachte er die Sommer in Taos und die Winter in St. Louis, wo er als kommerzieller Illustrator arbeitete.

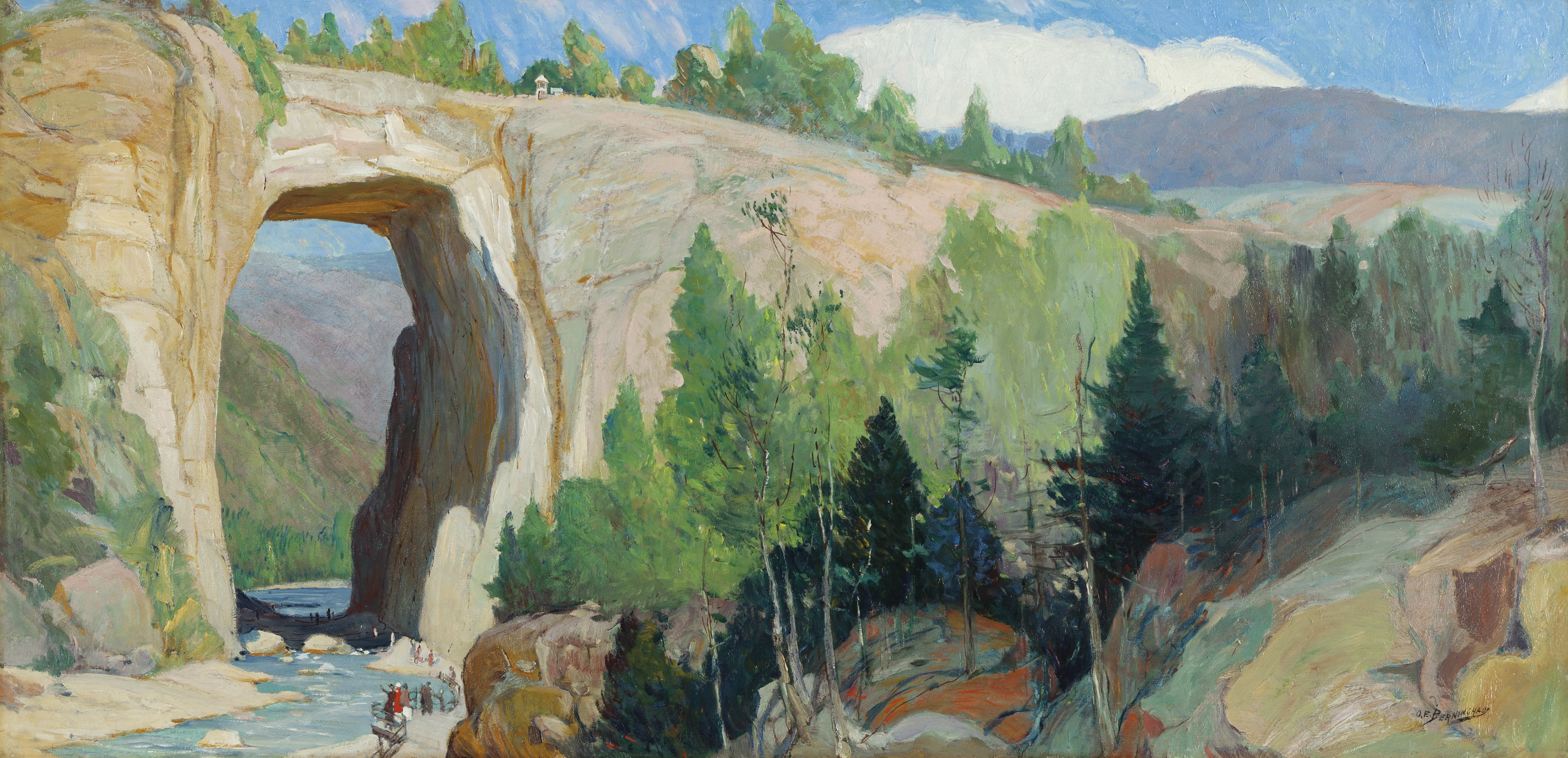
Natural Bridge, ca. 1914

1915 war Oscar Berninghaus Mitbegründer und erster Präsident der Taos Society of Artists. 1925 ließ er sich in Taos nieder und widmete sich ganz der Malerei. Er war überzeugt, dass von Taos eine eigenständige amerikanische Kunst ausgehen würde. Bis zu seinem Tod 1952 lebte Oscar E. Berninghaus ständig in Taos, wo er sich intensiv der Malerei widmete. Diese Phase seines Lebens war geprägt von einer produktiven künstlerischen Tätigkeit. Er konzentrierte sich auf seine bevorzugten Themen: die Kultur der Pueblo-Völker, die Landschaften des Südwestens und Szenen aus dem Alltagsleben in Taos.
In dieser Zeit entwickelte Oscar Berninghaus seinen charakteristischen Stil, der sich durch eine realistische, aber stimmungsvolle Darstellung auszeichnet. Mit kräftigen Farben und starken Lichtkontrasten fängt er die einzigartige Atmosphäre des amerikanischen Südwestens ein. Viele seiner Werke aus dieser Zeit wurden von bedeutenden Sammlungen und Museen erworben. Oscar Berninghaus engagierte sich weiterhin in der Künstlergemeinschaft von Taos. Obwohl die Taos Society of Artists 1927 aufgelöst wurde, war er ein aktives Mitglied der Künstlergemeinschaft, die Taos zu einem Zentrum der amerikanischen Kunst machte. Seine Werke wurden von Kunstsammlern geschätzt, und er trug dazu bei, den Ruf von Taos als Künstlerkolonie zu festigen.

## Werk
Oscar Berninghaus’ Werke zeichnen sich durch realistische Darstellungen der amerikanischen Ureinwohner und der Landschaften des Südwestens aus. Er vermied romantische Überhöhungen und zeigte Menschen und Szenen in ihrem alltäglichen Kontext. Seine Werke sind in zahlreichen Museen und Sammlungen vertreten, darunter das Amon Carter Museum in Fort Worth, Texas, und das New Mexico Museum of Art in Santa Fe, New Mexico.